# Spallanzania multisetosa
Spallanzania multisetosa är en tvåvingeart som först beskrevs av Camillo Rondani 1859.  Spallanzania multisetosa ingår i släktet Spallanzania och familjen parasitflugor. Inga underarter finns listade i Catalogue of Life.